# Вісалія
Вісалія (англ. Visalia) — місто (англ. city) в США, в окрузі Туларе штату Каліфорнія, від якого починається ландшафтне шосе в розташованому поблизу Національного парку «Секвоя» англ. Sequoia National Park. Населення — 141 384 особи (2020).
Засноване в 1852 році. Традиційно був центром процвітаючого сільськогосподарського району.
Серед пам'яток: багаті особняки XIX століття в центрі міста, парк Муні-Гров англ. Mooney Grove Park, історико-краєзнавчий музей Tulare County Museum.

## Географія
Вісалія розташована за координатами 36°19′38″ пн. ш. 119°19′24″ зх. д. / 36.32722° пн. ш. 119.32333° зх. д. (36.327154, -119.323409).  За даними Бюро перепису населення США в 2010 році місто мало площу 93,93 км², з яких 93,88 км² — суходіл та 0,05 км² — водойми.

### Клімат
| Клімат : Вісалія                                                                | Клімат : Вісалія | Клімат : Вісалія | Клімат : Вісалія | Клімат : Вісалія | Клімат : Вісалія | Клімат : Вісалія | Клімат : Вісалія | Клімат : Вісалія | Клімат : Вісалія | Клімат : Вісалія | Клімат : Вісалія | Клімат : Вісалія | Клімат : Вісалія |
| Показник                                                                        | Січ.             | Лют.             | Бер.             | Квіт.            | Трав.            | Черв.            | Лип.             | Серп.            | Вер.             | Жовт.            | Лист.            | Груд.            | Рік              |
| Середній максимум, °C                                                           | 12,6             | 16,3             | 19,6             | 23,0             | 27,6             | 31,7             | 34,5             | 33,8             | 30,9             | 25,7             | 17,8             | 12,5             | 23,9             |
| Середній мінімум, °C                                                            | 3,7              | 5,6              | 7,8              | 9,6              | 13,2             | 16,4             | 19,3             | 18,3             | 15,7             | 11,4             | 6,4              | 3,2              | 10,9             |
| Норма опадів, мм                                                                | 49               | 47               | 51               | 24               | 9                | 4                | 0                | 0                | 4                | 15               | 31               | 44               | 278              |
| Днів з опадами                                                                  | 7,3              | 7,1              | 6,5              | 3,8              | 1,9              | 0,4              | 0,1              | 0,1              | 0,6              | 2,0              | 4,3              | 6,2              | 40,3             |
| ------------------------------------------------------------------------------- | ---------------- | ---------------- | ---------------- | ---------------- | ---------------- | ---------------- | ---------------- | ---------------- | ---------------- | ---------------- | ---------------- | ---------------- | ---------------- |
| Джерело: Temperatures and precipitation totals: Western Regional Climate Center |                  |                  |                  |                  |                  |                  |                  |                  |                  |                  |                  |                  |                  |

## Демографія
Згідно з переписом 2010 року, у місті мешкали 124 442 особи в 41 349 домогосподарствах у складі 30 636 родин. Густота населення становила 1325 осіб/км².  Було 44205 помешкань (471/км²).
Расовий склад населення:
| - 64,5 % — білих - 5,4 % — азіатів - 2,1 % — чорних або афроамериканців - 1,4 % — корінних американців - 0,1 % — вихідців з тихоокеанських островів - 21,9 % — осіб інших рас |

До двох чи більше рас належало 4,6 %. Частка іспаномовних становила 46,0 % від усіх жителів.
За віковим діапазоном населення розподілялося таким чином: 30,1 % — особи молодші 18 років, 59,6 % — особи у віці 18—64 років, 10,3 % — особи у віці 65 років та старші. Медіана віку мешканця становила 31,6 року. На 100 осіб жіночої статі у місті припадало 95,2 чоловіків;  на 100 жінок у віці від 18 років та старших — 92,1 чоловіків також старших 18 років.
Середній дохід на одне домашнє господарство  становив 67 275 доларів США (медіана — 52 157), а середній дохід на одну сім'ю — 71 654 долари (медіана — 55 788). Медіана доходів становила 46 964 долари для чоловіків та 39 880 доларів для жінок. За межею бідності перебувало 21,3 % осіб, у тому числі 28,8 % дітей у віці до 18 років та 9,2 % осіб у віці 65 років та старших.
Цивільне працевлаштоване населення становило 52 723 особи. Основні галузі зайнятості: освіта, охорона здоров'я та соціальна допомога — 25,3 %, роздрібна торгівля — 11,2 %, виробництво — 9,0 %, мистецтво, розваги та відпочинок — 9,0 %.

## Відомі особистості
В поселенні народився:
- Роберт Ліст (* 1936) — американський політик.

## Міста-побратими
- Мікі, Японія
- Путіньяно, Італія